# Jean Vidal
Pour les articles homonymes, voir Jean Vidal (homonymie) et Vidal.
Jean Paul Vidal est un journaliste et réalisateur français né le 18 décembre 1904 et mort le 26 février 2003. 

## Biographie
Journaliste, il a été le rédacteur en chef de L'Écran français de 1945 à 1948 avant de réaliser plusieurs courts métrages à partir de 1950.

## Filmographie
Courts métrages
- 1951 : La Conquête du froid
- 1951 : Balzac
- 1952 : Richelieu
- 1952 : Un siècle d'enseignement
- 1955 : Le Devoir de Zouzou
- 1958 : Le Roi Soleil
- 1968 : Jules Verne
- 1973 : Champollion ou l'Égypte dévoilée (avec Julien Pappé) [2]

Moyen métrage
- 1954 : Émile Zola, prix Jean Vigo 1955

## Ouvrage
- Album de la Pléiade : Émile Zola (en collaboration avec Henri Mitterand), bibliothèque de la Pléiade, éditions Gallimard, 1963

## Récompense
- Prix Jean-Vigo en 1954 pour Émile Zola